# Atherigona binubila
Atherigona binubila este o specie de muște din genul Atherigona, familia Muscidae. A fost descrisă pentru prima dată de Fritz Isidore van Emden în anul 1940. Conform Catalogue of Life specia Atherigona binubila nu are subspecii cunoscute.